# ノア・アトゥボル
ノア・アトゥボル（Noah Atubolu、2002年5月25日 - ）は、ドイツ・フライブルク出身のサッカー選手。SCフライブルク所属。ポジションはGK。

## クラブ経歴
ナイジェリア人とドイツ人の両親の下フライブルクに生まれ、地元のアマチュアクラブを経て2015年にSCフライブルクの下部組織へ入団した。2020-21シーズンからBチームへと昇格してレギュラーの座を確保すると、2022-23シーズンの10月19日、DFBポカール2回戦のFCザンクトパウリ戦にて、先発フル出場してトップチームデビューを果たした。

## 代表経歴
2018年にU-17ドイツ代表へ招集されて以降各世代別代表を経験している。